# Ormuz VI
Ormuz VI fue un príncipe sasánida que fue proclamado rey en Nísibis por las tropas del importante general y usurpador Shahrbaraz después de que el hijo de este, Sapor V, fuese derrocado por otro poderoso magnate, Farruj Ormuz, que entregó el trono imperial sasánida a la princesa Azarmedukht. 
Ormuz VI era uno de los varios aspirantes al trono que participaron en la guerra civil que se desató tras el derrocamiento y ejecución de su abuelo Cosroes II (590-628) en 628. Se mantuvo unos dos años en Nísibis, hasta que fue derrocado por las mismas tropas que hasta entonces lo habían sostenido. Yazdgerd III, otro nieto de Cosroes II que contaba con el apoyo de los nobles, volvió a reunir todos los territorios imperiales y devino monarca.